# Harry Cooke
Harold Cooke, detto Harry (29 maggio 1907 – Hereford, aprile 1986), è stato uno schermidore britannico, vincitore di una medaglia bronzo ai campionati mondiali di scherma.